# استرهای ساکارز
استرهای ساکارز یا استرهای اسید چرب ساکارز گروهی از سورفکتانت های غیر طبیعی هستند که به طور شیمیایی از استری شدن ساکارز و اسیدهای چرب (یا گلیسریدها) سنتز می شوند. این گروه از مواد به دلیل اینکه طیف گسترده ای از متعادل کننده های آبدوست-لیپوفیل (HLB) را پوشش می دهند قابل توجه هستند. نیمه ساکارز قطبی به عنوان انتهای آبدوست مولکول عمل می کند، در حالی که زنجیره طولانی اسید چرب به عنوان انتهای چربی دوست مولکول عمل می کند. با توجه به این خاصیت آمفی پاتیک، استرهای ساکارز به عنوان امولسیفایر عمل می کنند.

## تولید
استرهای ساکارز عمدتاً به روش استریفیکاسیون، یعنی انتقال اسید چرب از یک استر به استر دیگر تولید می شوند. این حالت، به این معنی است که اسیدهای چرب مورد استفاده برای سنتز استرهای ساکارز، استری شده هستند. سه فرآیند وجود دارد که در تولید توسعه یافته است.